# Юра (кантон)
Юра́ (фр. Jura; нім. Jura; італ. Giura; ромш. Giura) — франкомовний кантон на північному заході Швейцарії, найновіший кантон у складі країни. Адміністративний центр — Делемон.

## Історія
Історично Юра була частиною кантону Берн, але відокремилася від нього і стала новим кантоном Швейцарської Конфедерації в 1979 році, пізніше за всіх інших.
У 1960-х роках Швейцарія зіткнулася зі складною внутрішньою проблемою. Декілька франкомовних округів, розташованих у горах Юра в кантоні Берн, зажадали утворення нового кантону. Це викликало опір з боку німецькомовного населення цього регіону. Для запобігання сутичкам туди були введені федеральні війська. На початку 1970-х років виборці кантону Берн схвалили проведення референдуму у франкомовних округів щодо питання про відділення. Внаслідок серії плебісцитів, що проводилися протягом ряду років, три з семи округів і декілька прикордонних громад проголосували за створення нового кантону. Цей новий кантон отримав назву Юра. Рішення було потім схвалене на загальнонаціональному референдумі в 1978 році, і новий кантон вступив у конфедерацію в 1979 році.